# Filtre ultraviolet
 (décembre 2014).
Si vous disposez d'ouvrages ou d'articles de référence ou si vous connaissez des sites web de qualité traitant du thème abordé ici, merci de compléter l'article en donnant les références utiles à sa vérifiabilité et en les liant à la section « Notes et références ».
Pour les articles homonymes, voir filtre.

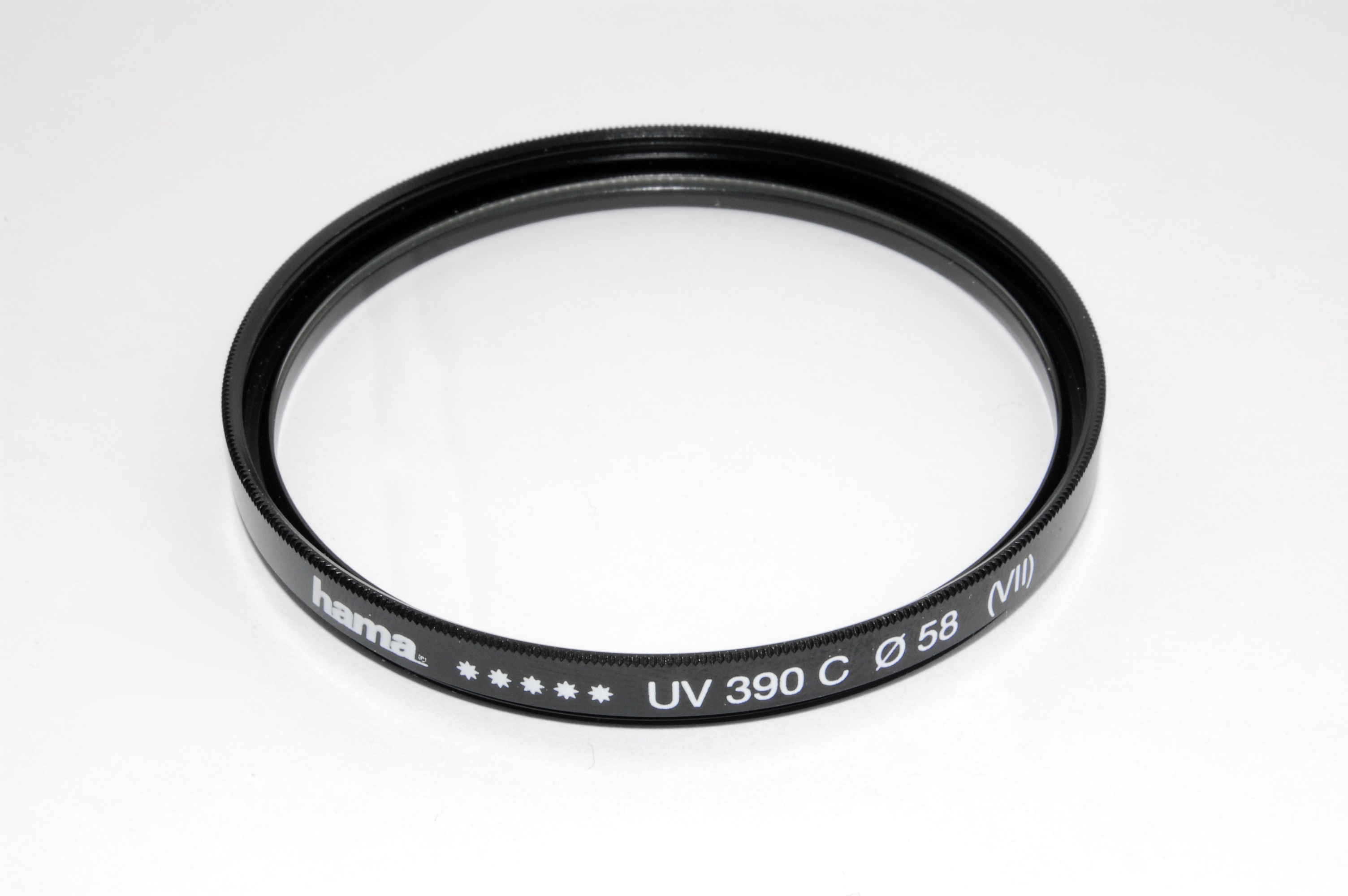
Un filtre ultraviolet

Un filtre ultraviolet ou filtre UV est un composé chimique qui bloque ou absorbe les radiations ultraviolettes. 
Les filtres UV sont utilisés notamment en cosmétique dans les crèmes solaires pour protéger la peau contre les effets nocifs de ces radiations et en photographie, dans certains plastiques (pour les rendre résistants aux UV solaires) ou encore en optique pour protéger les systèmes optiques ou les détecteurs de ces rayonnements.
Il existe deux types de filtres ultraviolets : organique et minéraux.

## Filtres organiques
Il existe un grand nombre de filtres organique ils opèrent selon un mécanisme d'absorption de la lumière ultraviolette. Chacun d'eux protège pour une gamme donnée de longueurs d'onde. Pour une protection contre tous les ultraviolets, il faut donc associer plusieurs filtres différents. Au début des années 2000 ce sont principalement le méthyle benzilidène camphre (4-MBC), l'octyle méthoxy cinnamate (OMC), l'octocrylène (OC) et l'octyle triazone (OT) qui sont utilisés par de nombreux cosmétiques.
Quand ces molécules reçoivent une radiation ultraviolette, elle passent dans un état excité puis retournent à l'état stable en dissipant l'énergie reçue par des vibrations ou/et en réémettant une radiation moins dangereuse pour la peau (infrarouge par exemple).  La délocalisation des électrons des cycles aromatiques et des doubles liaisons demande une énergie qui est similaire aux rayons UV. Une fois dans son état stable, la molécule est à nouveau prête à recevoir de la lumière ultraviolette et à continuer le cycle de protection. Les filtres chimiques agissent un peu de la même façon que la mélanine, le filtre naturel de la peau.
Ce sont des composés aromatiques souvent associés à d'autres groupements carbonyls ou à des doubles liaisons carbone-carbone, tous à tendance lipophile avec des coefficients de partage octanol/eau entre 3 et 7 (log Kow) et ils ont une forte association avec les particules (coefficients de distribution carbone organique de l'ordre de 3, log Koc). Ceci les fixe dans le sébum et la protection grasse naturelle de la peau, mais les rend également absorbables par l'épiderme. Certains peuvent alors provoquer des allergies, des irritations ou des réactions photoallergiques (allergie en présence de Soleil due au produit appliqué sur la peau) et une partie de ces filtres miment dans l'organisme comme des hormones femelles (perturbation endocrinienne). 
Dans l'eau de baignade, et surtout lors du savonnage lors des douches et bains, une partie de ces molécules sont évacués avec les eaux usées et respectivement retrouvés dans le milieu naturel et comme contaminants des boues d'épuration. 

Une étude récente a montré qu'en Suisse pour l'octyle méthoxy cinnamateOMC (110 μg/kg de boue d'épuration en poids sec (PS), l'OC (4834 μg/kg en PS) et l'OT (5517 μg/kg PS) sont des polluants chroniques des eaux usées domestiques. 
Le fait qu'ils soient très utilisés dans le monde, leur écotoxicité pour des organismes non ciblés (ex : coraux) ainsi qu'un risque de bioaccumulation (dans les organismes filtreurs et le réseau trophique) en font des « composés d'intérêt préoccupant pour l'environnement ». Les années plus ensoleillées (ex lors de la canicule de 2003 en suisse) le taux de ces produits dans les effluents et dans les boues d’épuration augmente significativement, par contre « aucun lien n’a été observé entre les concentrations trouvées et la présence de piscines dans le bassin versant », laissant penser que le chlore des piscines ou un autre processus contribue à dégrader ces molécules  (« dégradation abiotique ») .
La congélation/décongélation des boues d’épuration modifient les taux analysables de certaines de ces molécules. Les analyses devraient donc – pour ces molécules - être faites rapidement sur des boues n’ayant pas été congelées.

## Filtres minéraux
On parle aussi parfois d'écrans, de filtres physiques ou de filtres inorganiques. Les filtres minéraux sont des poudres inertes et opaques qui reflètent la lumière. Ce sont l'oxyde de zinc (ZnO) et le dioxyde de titane (TiO2) qui sont utilisés dans les crèmes solaires. Ces pigments blancs reflètent et diffusent les radiations UV (UV-A et UV-B), mais aussi une partie de la lumière visible, en agissant comme un miroir.
Pendant longtemps, l'inconvénient des filtres minéraux a été les traces blanches formées sur la peau, dues à la réflexion de la lumière blanche. Ce problème a été résolu en réduisant les filtres minéraux en micropigments, particules de plus petite taille qui réfléchissent les UV mais pas la lumière visible. Cela inclut l'utilisation de nanoparticules.
Les filtres minéraux ne provoquent pas d'allergies. On les retrouve donc dans les produits solaires destinés aux peaux sensibles et aux enfants.
Pour qu’une crème soit considérée à haute protection, son indice doit être supérieur à 30. 
Ce sont les laboratoires RoC qui ont été les premiers à créer, en 1957, la crème solaire à très haute protection.
Les écrans minéraux ne pénètrent pas dans la peau mais restent à la surface. Par rapport aux filtres chimiques, ils sont plus difficiles à étaler.
Les effets de l'utilisation des nanoparticules sur le corps humain sont inconnus.

## Photostabilité
Pour être performant, un filtre UV doit être photostable, c'est-à-dire non-dégradé par la lumière Un produit non photostable voit son efficacité diminuer à partir d'un certain temps d'exposition au Soleil.
Une molécule de filtre qui reçoit de la lumière UV passe dans un état excité, puis elle retourne dans son état stable et ainsi de suite. Mais il peut arriver que la molécule excitée ne revienne pas dans son état stable et soit transformée en un autre produit, inactif celui-là. Certains filtres solaires sont ainsi dégradés par les UV et ne peuvent plus remplir leur rôle. L'avobenzone par exemple est un filtre UV-A non-photostable. Une heure d'exposition au soleil suffit à le rendre totalement inefficace.
On peut parfois stabiliser un filtre non photostable en lui ajoutant certains ingrédients. Ainsi l'avobenzone est rendu photostable par adjonction d'un ou plusieurs des filtres photostables suivants : octocrylène, methylbenzylidène camphor ou térephthalylidène dicamphor sulfonic acid.
Les UV sont aussi responsables de la photodégradation des plastiques et des polymères. Pour assurer la photostabilité de ces derniers, on utilise des poudres qui absorbent les UV. Ces filtres UV sont ajoutées au plastique lors de sa synthèse : on utilise principalement le noir de carbone (pigment noir) et la poudre de dioxyde de silicium (pigment blanc).

## Interactions entre les filtres ultraviolets et réactions avec la peau
Les différents filtres ultraviolets réagissent ensemble. L'effet peut être négatif ou positif.
L'effet est négatif par exemple pour un mélange d'avobenzone et d'éthylhexyl méthoxycinnamate car l'avobenzone dégrade l'éthylhexyl méthoxycinnamate.
L'effet est positif lorsque plusieurs filtres agissent en synergie pour une meilleure protection contre les UV.
Il est important d'étudier les interactions entre les ingrédients car la plupart des produits solaires combinent différents filtres afin d'obtenir une bonne protection sur toute la gamme des ultraviolets.
D'autre part, les filtres chimiques réagissent avec la peau, causant des allergies. Pour éviter ces réactions, il est possible d'isoler les filtres en les encapsulant dans des sphères microscopiques. On utilise par exemple des microcapsules transparentes en verre (dioxyde de silicium), dont la taille est d'environ 1 micromètre. L’encapsulation empêche les filtres de pénétrer dans la peau, évite les interactions entre les filtres et les stabilise.

## Tableau comparatif des différents filtres
Longueurs d'onde des ultraviolets :
- UV-A : 320 - 400 nm
  - UV-A courts : 320 - 340 nm
  - UV-A longs : 340 - 400 nm
- UV-B : 280 - 320 nm

### Filtres chimiques
| nom INCI                                            | autres dénominations                                               | allergisant[1] | UV filtrés        | photostable |
| --------------------------------------------------- | ------------------------------------------------------------------ | -------------- | ----------------- | ----------- |
| benzophenone-3                                      | Oxybenzone                                                         | oui            | UV-B, UV-A courts | oui         |
| benzophenone-4                                      | Sulisobenzone                                                      | oui            | UV-B, UV-A courts | oui         |
| benzophenone-8                                      | Dioxybenzone                                                       | oui            | UV-B, UV-A courts | oui         |
| Bis-ethylhexyloxyphenol methoxyphenyl triazine      | BEMT ou Tinosorb S                                                 | non            | UV-B, UV-A        | oui         |
| butyl methoxydibenzoylmethane                       | avobenzone ou Parsol 1789                                          | ?              | UV-A              | non         |
| cinoxate                                            | p-méthoxycinnamate de 2-éthoxyéthyle                               | ?              | UV-B              | non         |
| Diethylamino Hydroxybenzoyl Hexyl Benzoate          | Uvinul A+                                                          | non            | UV-A              | oui         |
| Drometrizole trisiloxane                            | Mexoryl XL                                                         | non            | UV-B, UV-A        | oui         |
| Ethylhexyl Methoxycinnamate                         | Méthoxycinnamate ou octinoxate d'octyle                            | oui            | UV-B              | non         |
| Ethylhexyl Salicylate                               | Salicylate ou octisalate d'octyle                                  | non            | UV-B              | oui         |
| Ethylhexyl Triazone                                 | octyl triazone ou Uvinul T 150                                     | oui            | UV-B              | oui         |
| Homosalate                                          | salicylate de méthyl                                               | non            | UV-B              | oui         |
| Menthyle Anthranilate                               | meradimate                                                         | oui            | UV-B              | non         |
| 4-methylbenzylidene camphor                         | enzacamène ou Parsol 5000                                          | non            | UV-B              | oui         |
| Methylene bis-benzotriazolyl tetramethylbutylphenol | MBBT ou Tinosorb M                                                 | non            | UV-B, UVA         | oui         |
| Octocrylene                                         | cyanophénylcinnamate d'octyle ou Parsol 340                        | non            | UV-B, UV-A courts | oui         |
| PABA [2]                                            | Acide para-aminobenzoïque                                          | oui            | UV-B              | ?           |
| Phenylbenzimidazole Sulfonic Acid                   | Ensulizole                                                         | ?              | UV-B              | oui         |
| Polysilicone-15                                     | Parsol SLX ou Polysiloxane-15 ou Benzylidène malonate polysiloxane | non            | UV-B              | oui         |
| TEA salicylate                                      | salicylate de triéthanolamine ou salicylate de trolamine           | ?              | UV-B              | oui         |
| Terephthalylidene Dicamphor Sulfonic Acid           | Mexoryl SX ou acide téréphtalylidène dicamphosulfonique            | non            | UV-A              | oui         |

### Filtres minéraux
| nom INCI                            | autres dénominations | allergisant | UV filtrés | photostable |
| ----------------------------------- | -------------------- | ----------- | ---------- | ----------- |
| titanium dioxide                    | dioxyde de titane    | non         | UV-A, UV-B | oui         |
| zinc oxide                          | oxyde de zinc        | non         | UV-A, UV-B | oui         |
| Talc                                |                      | ?           | UV-A, UV-B | oui         |
| Kaolin (argile blanche)             |                      | ?           | UV-A, UV-B | oui         |
| Ichtyol (goudron d'origine animale) |                      | ?           | UV-A, UV-B | oui         |

## Enjeux environnementaux
Alors qu'une cinquantaine de filtres UV, souvent organiques, sont répertoriés dans le monde au début du XXIe siècle, peu d'études sur la cinétique environnementale des composants de ces filtres sont à ce jour disponibles. 

Au motif de mieux protéger contre les rayons UV-A et UV-B, des filtres UV sont maintenant retrouvés dans beaucoup de produits de beauté appliqués quotidiennement (crème de jour, gel pour cheveux, stick à lèvres…) parfois cachés ou au contraire mis en avant par le « jargon cosmétique ». 
Les quantités mises en circulation peuvent être évaluées d'après les chiffres des industriels, ou d'après enquête auprès de pharmacies et lieux commercialisant des produits solaires ainsi qu'auprès des personnes fréquentant les aires récréatives et de baignade. Ces enquêtes contribuent aussi à déterminer les types de filtres UV les plus utilisés selon les régions ou publics ; 
Dans une consommation mondiale de nanomatériaux estimée en 2005 à 9 millions de tonnes (valeur totale estimée : 17,6 milliards d’euros) et 18 % environ sont des produits pharmaceutiques et les nanoparticules de titane et de zinc sont principalement utilisées par les crèmes solaires.
Des études toxicologiques font suspecter ou mettent en évidence des risques (hormonaux notamment) pour la santé humaine posés par les filtres organiques, avec un possible passage percutané ou intestinal de certains molécules ou nanoparticules. Ceci a suscité une réglementation et des normes concernant les produits de beauté (qui ne doivent pas excéder en général 10 % en concentration en application d'une Directive européenne sur les cosmétiques et selon la législation sur les cosmétiques du Japon, de la Food and Drug Administration des États-Unis, qui sont les principales réglementations).
Le devenir de ces filtres ou de leurs produits de dégradation dans l'environnement, notamment à la suite des activités nautiques, de la baignade en eau douce, mer, ou piscine ou à la suite de la toilette domestique et des lessives est également devenu environnementalement problématique , de même que dans les rejets d'eaux de stations d’épuration,. Une utilisation et accrue de crème solaire et de produits cosmétiques contenant des filtres UV se traduit par un rejet croissant de ces filtres dans les eaux usées et de surface .
Ces filtres UV ne restent que quelques heures sur le corps humain avant d'être dispersés dans l'environnement, où des analyses les retrouvent largement diffus, notamment dans l'environnement aquatique, y compris en eau douce comme en Suisse par exemple,,,. Certains de ces produits ou sous-produits ont des effets endocriniens, toxiques et/ou écotoxiques avérés,. 
Des filtres minéraux (oxydes de titane et de zinc) considérés autrefois comme sans danger sont depuis quelques années massivement présents sous forme de nanoparticules : En Australie où la crème solaire est très utilisée, le ministère de la santé a constaté qu'en 2006 70 % du dioxyde de titane était déjà présent sous forme nano et non plus micro dans les crèmes solaires ; Et en France selon les chiffres fournis par la fédération des entreprises de la beauté au ministère de la santé via l'Agence nationale de sécurité du médicament et des produits de santé (ANSM) pour une étude publiée en 2011, une liste importante de micro- et nanoparticules était déjà en 2010 utilisée dans les produits de beauté et principalement pour les crèmes solaires. Le rapport évoque même plusieurs dizaines de milliers de tonnes pour certains usages). 
Leur taille nanométrique leur confère des propriétés nouvelles (de catalyseur en particulier). En particulier ils peuvent traverser la barrière intestinale. Ils se comportent en outre comme des catalyseurs et la photoexcitation de tels composants inorganiques par les UV solaires est source des quantités importantes de peroxyde d'hydrogène (H2O2). Ce produit est un puissant agent oxydant qui agresse le phytoplancton marin. Or ce plancton est une base de la chaine alimentaire marine, et le corail vit en symbiose avec des microalgues marines. 
Deux chercheurs espagnols ont en 2014 montré qu'« un gramme de ce type d'écran solaire du commerce produit jusqu'à 463 nM/h de H2O2, affectant directement la croissance du phytoplancton ». Sur une plage méditerranéenne en été, c'est ainsi un excès de H2O2 à hauteur de 270 nM/jour qui est produit (à partir d'environ 4 kg de nanoparticules de TiO2 libérés par les crèmes solaires des baigneurs, qui est une estimation minimale). Selon cette étude « Les nanoparticules de TiO2 sont devenues le principal agent oxydant entrant dans les eaux côtières, avec des conséquences écologiques directes sur l'écosystème ». 

### Concentrations de filtres UV chimiques retrouvées
Plusieurs études ont évalué les quantités de filtres UV organiques les plus utilisés par l’industrie cosmétique dans différents environnements aquatiques, mais quelques groupes de recherche se sont aussi intéressés à la présence de ces filtres dans le sol et les sédiments et les poissons.

#### Dans les eaux
Partout où le tourisme de nature et balnéaire s'est développé, y compris dans des îles éloignées, des filtres UV sont retrouvés dans les eaux de baignade, et dans les eaux marines côtières. Des flacons de crème solaire sont également retrouvés parmi les déchets en mer. On en retrouve aussi de grandes quantités dans les rejets de station d'épuration (la majorité des filtres UV proviendrait même de ces eaux insuffisamment traitées, mais l'été l'apport direct a plus d'impact et il est démontré qu'il n'y a pas de relation entre les quantités retrouvées et la densité de population qui entoure les lacs).

En zone tempérée, des échantillonnages dans les lacs faits au printemps, à l'été et au début de l'automne montrent - sans surprise - un pic de contamination estival. Les concentrations mesurées sur les lacs sont cependant 10 fois moindres qu'attendus au vu des enquêtes, ce qui pourrait être expliqué par la non-utilisation d'une partie des produits achetés, par une dispersion/dégradation dans la colonne d'eau ou une adsorption sur les substrats (plages, galets, etc.) ou encore par une forte assimilation par des organismes vivants (on en retrouve effectivement dans les moules),) ou dans les cellules d'autres animaux marins. 
Certains de ces polluants se dégradent en sous-produits plus toxiques et pourraient interagir avec d'autres polluants. 
Ainsi a-t-on récemment montré une dégradation très rapide (2 min) du BZ3 en milieu légèrement chloré (en piscine par exemple ou dans l'eau potable chlorée) en 5 sous-produits aromatiques et multihalogénés. 
Ces paramètres ne sont pas demandées dans les analyses faites pour la qualité des eaux de baignade et les mesures faites en rivières sont rares et ponctuelles, portant surtout sur les composés du benzophénone.
| Rivière                                      | Lac                                                 |
| -------------------------------------------- | --------------------------------------------------- |
| Benzophenone (BZ) = moy 22 ng/L              | butyl methoxydibenzoylmethane (BDM) = <20 à 24 ng/L |
| Benzophenone-3 (BZ3)= moy 11 ng/L            | BZ3 = <2 à 125 ng/L                                 |
| 4-methylbenzylidene camphor (MBC) = 6.9 ng/L | MBC = <2 à 82 ng/L                                  |
|                                              | Ethylhexyl methoxycinnamate (EMC) = <2 à 26 ng/L    |
|                                              | Octocrylene (OC) = <2 à 27 ng/L                     |

Selon ces analyses les produits les plus présents sont le MBC et le BZ3. Ils sont aussi retrouvé chez les poissons de lac (avec jusqu'à 166 ng/g de lipide MBC). En rivière des poissons prélevés en sortie des stations d'épuration en contiennent jusqu'à 1800 ng/g de lipide et 2400 ng/g de lipide pour OC,.
Quelques études ont porté sur les eaux usées, les eaux traitées et les boues pour mieux comprendre le métabolisme anthropique de ces filtres UV organiques.
|                              | eaux usées | eaux traitées | boues d'épuration     |
| ---------------------------- | ---------- | ------------- | --------------------- |
| Octyl-methoxycinnamate (OMC) | 20070 ng/L | 20 ng/L       | 110 μg/kg mat. sèche  |
| OC                           | 1680 ng/L  | < LOQ         | 4834 μg/kg mat. sèche |
| MBC                          | 960 ng/L   | 30 ng/L       | 1777 μg/kg mat. sèche |
| Octyl-triazone (OT)          | 720 ng/L   | < LOQ         | 5517 μg/kg mat. sèche |

Le traitement avec processus biologique est plus efficace qu'un traitement uniquement mécanique et chimique ; mais il ne supprime au mieux qu'environ 50 % des polluants organiques.

#### Sols
Les études sur une éventuelle contamination des sols et sédiments sont encore plus rares, mais les sédiments peuvent accumuler certains filtres UV et les embruns, les inondations, les pluies et le ruissellement peuvent apporter des filtres dans les sols où ils pourraient s'y accumuler : une étude coréenne a porté sur la famille des benzophénones (BZ). Elle a mis en évidence un taux moyen de 4,7 μg/kg sédiment pour BZ et 0,95 μg/kg sédiment pour BZ3-3' (2,2'dihydroxy-4-methoxy benzophénone), alors que les concentrations dans les eaux de surface correspondantes étaient sous la limite de quantification, LOQ). Ces produits ont été recherchés dans des sols de parcs, terrains résidentiels et commerciaux et trouvés à des teneurs du même ordre : 4,6 μg/kg sol en moyenne pour BZ ; 2,6 μg/kg sol pour BZ3 et 1,7 μg/kg sol pour BZ3-3'.
Le benzophénone et ses dérivés sont bien moins lipophiles que la plupart des autres molécules organiques utilisées comme filtres UV, et donc plus lessivables dans l'eau. Il est normal de les retrouver dans l'eau, mais plus inattendu de les retrouver adsorbés sur ou dans les matières solides (sable, sédiment, sols).

### Toxicité et écotoxicité, perturbation hormonale...
Des problèmes dermatologiques posés par certains filtres chimiques ont conduit à des études toxicologiques  : 
- les rats ont montré que les composés de la famille du camphre ont développé une activité œstrogénique et que le seuil de dose ayant un effet sur 50 % de la population (ED50) est de 309 mg/kg masse corporelle/jour pour MBC et 45 mg/kg masse corporelle/jour pour 3BC (camphre 3-benzylidène)[32].

- une comparaison des effets in vitro et in vivo chez les poissons confirme une activité œstrogénique pour le composé de camphre 3BC et montre que les dérivés du benzophénone ont une activité œstrogénique importante in vitro mais beaucoup moins in vivo. Ceci peut expliquer pourquoi BZ3 n'était pas retrouvé chez les poissons de lac alors que dans l'eau de surface même une grande quantité y été mesurée (125 ng/L)[33].
- Une étude sur les escargots aquatiques démontre que les composés de la famille du camphre se comportent comme des xenœstrogènes avec un patron typique de stimulation de la reproduction jusqu'à un seuil puis inhibition. ED50(MBC) = 4,6μM ou 1,17 mg/kg sédiment sec pour un accroissement de la reproduction. Le taux de mortalité est plus significatif pour 3BC à une concentration de 6,33 mg/kg sédiment comparativement à MBC qui est de 32,9 mg/kg sédiment.

La stimulation de la reproduction n'est pas bénéfique car la population d'escargots maintient un équilibre en régulant sa croissance par cycle annuel et si celle-ci est trop brutale un déséquilibre s'ensuit qui peut avoir un impact sur l'écosystème.
- Les vers aquatiques ont par contre réagi aux composés de camphre par diminution de leur reproduction avec ED50(3BC) = 5,95 μM ou 1,43 mg/kg sédiment sec.

Ces organismes sont connus pour bioaccumuler les composés organiques lipophiles, ils sont donc utilisés comme modèle en écotoxicologie. Ils peuvent être une des raisons de la bioaccumulation des filtres chimiques UV chez les poissons qui sont leurs prédateurs.
selon Birkhäuser (2016), « la plupart des filtres chimiques » sont également perturbateur endocrinien pour les poissons, en mimant principalement des œstrogènes,. Ils sont alors susceptibles de causer chez les animaux aquatiques « des dommages aux organes reproducteurs, des anomalies du développement sexuel et une altération de la fécondité »,.

### Méthodes analytiques
Vu la diversité des filtres ultraviolets utilisés dans les formulations cosmétiques, c'est un défi d'extraire, séparer et analyser plusieurs molécules organiques avec des groupements fonctionnels très différents, tout en mesurant efficacement des concentrations éventuellement très faibles.

Plusieurs méthodes analytiques ont été développées pour réussir à obtenir des limites de détection au μg/L et ng/L, ce qui permettra de préciser les effets des faibles doses des perturbateurs endocriniens.

#### Eaux de surface
Extraction sur phase solide (SPE),. C'est une méthode classique qui demande un volume d'échantillon assez important (500 mL à 1 L) et qui consiste à concentrer l'analyte sur une phase solide par percolation de l'échantillon puis de récupérer l'analyte avec un solvant assez fort pour le déloger de la phase solide. La phase solide de type C18 ou polystyrène se présente dans des cartouches de 10 mL ou des disques de 47 mm. Les solvants organiques d'élution peuvent être du dichlorométhane et/ou de l'acétate d'éthyle. L'échantillon peut être purifié par la suite en effectuant une chromatographie sur gel de silice ou une extraction liquide-liquide (LLE). L'analyse peut se faire par chromatographie en phase liquide couplé à un détecteur UV à barrette de diode (LC-UV/DAD) ou par chromatographie en phase gazeuse couplé à un détecteur de spectroscopie de masse (GC-MS). Rendement > 86 %, RSD < 5 % et limite de détection au niveau du ng/L.
- Microextraction sur barreau (SBSE, Stir-bar solid extraction)[25]. C'est une méthode de SPE qui montre beaucoup davantage, premièrement un volume de 10 mL d'échantillon suffise, deuxièmement le barreau est recouvert d'une phase polydiméthylsiloxane (PDMS) qui peut se reconditionner une cinquantaine de fois et enfin la récupération de l'analyte se fait par désorption thermique (TD) qui est couplée directement à la GC-MS. Rendement > 98,5 %, RSD < 5 % et limite de détection au niveau du ng/L.

Extraction liquide-liquide. C'est une autre méthode classique qui a la même procédure que la SPE si ce n'est que son principe est fondé sur le partage et l'affinité de l'analyte entre la phase aqueuse et la phase organique. Plusieurs solvants organiques d'extraction sont utilisés (pentane, éther diéthylique). Rendement > 74 %, RSD < 4 % et limite de détection au ng/L.
Extraction de vésicules par dispersion d'un support solide (ASPD, advesicle-solid-phase dispersion). Cette méthode innovatrice consiste à forcer les molécules d'analyte à former des vésicules par ajout de tensioactif puis la silice est incorporée à la solution qui va adsorber les vésicules. Le tout est filtré puis l'élution des analytes (par méthanol par exemple) est effectuée pour les récupérer de la silice. Le volume d'échantillon est plus petit que les méthodes précédentes avec 250 mL. L'analyse se fait par LC-UV. Rendement > 96 %, RSD < 5 % et concentration mesurés de l’ordre du μg/L.
Membranes semi-perméables (SPMD),. Les membranes permettent de faire une mesure dans le temps et de donner un indice de bioaccumulation. Ce sont des membranes en polyéthylène contenant des molécules de trioléine qui ont une forte affinité avec les composés organiques lipophiles.

#### Sols, sédiments et boues
Extraction solide-liquide (SLE),,. Cette méthode a pour même principe que LLE mais l'affinité et le partage se font entre un solide et un liquide organique. Le pentane, le dichlorométhane, l'acétone sont des exemples de solvants d'extraction. Il est important de faire une purification sur gel de silice pour éliminer le maximum d'impuretés. L'analyse peut se faire en LC-UV/MSMS et GC-MS. Rendement > 75 %, RSD < 10 % et limite de détection au niveau μg/kg de matière sèche.

#### Effets sur les organismes aquatiques
- les poissons : Extraction solide-liquide[26]. La chair des poissons est prélevée et homogénéisée puis extraite avec un solvant organique (pentane, éther, éthanol). Une purification par chromatographie sur gel perméable ou chromatographie d'exclusion stérique suivie d'une chromatographie sur gel de silice est nécessaire pour éliminer les tissus adipeux. L'analyse se fait en GC-MS et la limite de détection est au ng/g de masse lipidique.
- les coraux sont affectés car leur immunité face à certains virus est diminuée par les filtres UV[43] et on a récemment montré (2016) que l'Oxybenzone (1 à 10 % du contenu des crèmes solaires) entraine des malformations des larves du corail Pistilla Stylophora et endommage leur ADN[44]

## Effets sur la santé humaine
Deux types d'effets sont évoqués par la littérature scientifique et médicale : 
1. Risque de perturbation hormonale : Il est démontré pour le modèle animal et évoqué pour l'Homme au moins depuis les années 2000[45]. 
En 2008 et 2010 Schlumpf et son équipe ont montré que certains de ces perturbateurs endocriniens peuvent être retrouvés dans le lait maternel et alors affecter le développement de l'enfant allaité [46],[47]. Plus récemment, en 2015 une autre étude a mis en évidence un risque induit d'apparition de certaines tumeurs (Léïomyome[48]).

1. Risque de carence en vitamine D ; les filtres UV sont si efficaces qu'utilisés régulièrement[49] ou associés au port de vêtements ils peuvent induire une carence en vitamine D[50], avec les nombreuses conséquences néfastes pour la santé (19 % de la surface du corps devrait être exposé à la lumière du soleil)[38]. 
L’exposition de petites filles à certains filtres UV perturbateurs endocriniens peut  affecter leurs futurs comportements sexuels et la formation de leur cerveau [51].

1. Risques liés au passage de nanoparticules dans l'organisme : l'importance de ce risque est encore discuté, mais tous les baigneurs et pratiquants de sports nautiques avalent parfois de l'eau de mer, de l'eau douce ou de l'eau de piscine, en particulier les enfants (y compris dans la baignoire)[52],[53],[54],[55],, et c'est en surface que se concentrent les produits lipophiles.